# Earias punctaria
Earias punctaria är en fjärilsart som beskrevs av Alfred Ernest Wileman 1915. Earias punctaria ingår i släktet Earias och familjen trågspinnare. Inga underarter finns listade i Catalogue of Life.